# Тімошкіна Наталія Миколаївна
Тімошкіна Наталія Миколаївна (нар. 27 лютого 1961, м. Дрезден, Німеччина) — українська театральна режисерка, театральна діячка. Головний режисер Житомирського академічного українського музично-драматичного театру ім. І. Кочерги. Заслужений діяч мистецтв України (2009). Лауреат премії Національної спілки театральних діячів України імені Володимира Блавацького (США-Україна) (2010)

## Життєпис
У 1980 році закінчила Житомирське культурно-освітнє училище за спеціальністю «режисер масових заходів та видовищ».
У 1987 році закінчила Київський Державний інститут культури ім. О. Є. Корнійчука за спеціальністю «Режисер театральних колективів».
1981—1983 рр — режисер народного театру м. Бердичів;
1983—1984 рр. — керівник дитячого драматичного гуртка в Житомирському міському Будинку культури;
1985—1986 рр — керівник танцювального гуртка в офіцерському клубі військової частини 16605;
1986—1989 рр. — керівник гуртка хореографії в Оленєгорському будинку піонерів;
1993—1995 — інструктор молодіжного гуртка Житомирського бюро міжнародного молодіжного туризму «Супутник»;
1995—2005 рр. — викладач режисури та акторської майстерності в Житомирському училищі культури і мистецтв ім. І.Огієнка;
2005-по даний час — художній керівник Житомирського академічного українського музично-драматичного театру ім.. І. Кочерги. У 2018 році рішенням сесії Житомирської обласної ради посаду змінено на головного режисера театру.

## Творчість
Наталія Тімошкіна, як головний режисер Житомирського театру ім. І. Кочерги будує репертуарну політику театру таким чином, щоб охопити усі смакові вимоги глядачів. В репертуарі театру є драми, трагедії, комедії, дитячі казки, а також новаторські неординарні експериментальні вистави.

### Постановки на сцені Житомирського театру ім. І.Кочерги
- Є.Шварц  «Тінь» (2005 р.)І.Афанасьєв «Між небом і землею»  (2006 р.)
- «Божі тварі» за п'єсою М.Ладо «Дуже простенька історія» (2008 р.)
- «Вівця з вовчим поглядом» за п'єсою О.Марданя «Кішки-мишки» (2009 р.)
- А.Чехов «… про ЕНТО» («Освідчення», «Ведмідь») (2010 р.)
- І.Франко «Украдене щастя» (2012 р.)
- моно-вистава «Жінка в STYLE JAZZ» за мот. п'єси В.Дьяченка «Жінка в стилі осінь» (2013 р.)
- А. Цагаре́лі"Ханума" (2014 р.)
- Н.Тімошкіна «П'ятниця 13-го» (2015 р.)
- Анатолій Крим «Заповіт цнотливого бабія» (2016 р.)
- В.Осляк « „Show must go on“  або Пси на ланцюгу» (2018 р.)

### Дитячі вистави
- О.Волков  «Смарагдові пригоди» (2006 р.)
- А.Ліндгрем «Малюк і Карлсон»  (2007 р.)
- В.Катаєв «Квітка Семибарвниця» (2007 р.)
- Є.Шварц  «Снігова королева» (2008 р.)
- О.Толстой «Золотий ключик або пригоди Буратіно» (2009 р.)
- Г. Х. Андерсен «Дюймовочка» (2010 р.)
- Р.Кіплінг «Мауглі» (2011 р.)
- В.Врублевський «Хід конем» (2015 р.)

Наталія Тімошкіна приділяють значну увагу дитячому репертуару і вважає, що використовуючи визнані твори дитячої класичної літератури, театр виховує почуття гарного смаку у дітей, адже діти — це майбутній вихований дорослий глядач.

### Проведення заходів
- Церемонії вручення «Гордість міста» (кілька років поспіль)
- Всеукраїнський фестиваль військових оркестрів (кілька років поспіль)
- всесвітній проект «Сім» в рамках Міжнародного дня  боротьби за ліквідацію насильства проти жінок (у м. Житомирі та у м. Києві (сесійна зала Верховної Ради) (2015 р.)
- Міжнародний фестиваль «Пісенний спас»  (2016 р., 2017 р., 2018 р.)
- Відкриття всеукраїнського чемпіонату з греко-римської боротьби (2017 р.)
- Другий форум регіонів України та Республіки Білорусь за участі Президентів обох країн (2019 р.)
- та багато театралізованих дійств, концертів, бенефісів.

### Постановки в Закарпатському обласному музично-драматичному театрі
- Р.Кіплінг «Мауглі» (2012)[1]

## Відзнаки
- Звання «Заслужений діяч мистецтв України»,
- Премія Національної спілки театральних діячів України за 2010 рік імені Володимира Блавацького (США-Україна),
- Відзнака «Честь і слава  Житомирщини» Житомирської обласної ради,
- Лауреат премії «Гордість міста» у номінації «Професіонал року» — конкурсу-рейтингу популярності та здобутків міста Житомир (2013 р.),
- Відзнака «Почесний амбасадор Житомирщини» — 2018 р. (Житомирської ОДА).
- Неодноразово була відзначена почесними грамотами, дипломами та подяками Житомирської Обласної державної адміністрації, Житомирської Обласної ради, Житомирської Міської ради, Міністерства культури і мистецтв України